# ایستگاه تاباتا
ایستگاه تاباتا (به ژاپنی: 田端駅 Tabata eki) یک ایستگاه خط راه‌آهن است که در کیتا، توکیو قرار دارد و توسط شرکت راه‌آهن شرق ژاپن اداره می‌شود.